# Jamaicában történt légi közlekedési balesetek listája
A Jamaicában történt légi közlekedési balesetek listája mind a halálos áldozattal járó, mind pedig a kisebb balesetek, meghibásodások miatt történt, gyakran csak az adott légiforgalmi járművet érintő baleseteket is tartalmazza évenkénti bontásban.

## Jamaicában történt légi közlekedési balesetek

### 2014
- 2014. szeptember 8. 14:15 körül (helyi idő szerint) 14 mérföldnyire Jamaica északkeleti partjaitól. Egy egy motoros TBM-900 típusú kis repülőgép a tengerbe zuhant. Larry Glazer és felesége, Jane életüket vesztették a balesetben.[1]

### 2016
- 2016. november 10. 13:00 körül (helyi idő szerint), Greenwich. A Caribbean Aviation Training Centre oktatórepülőgépe lezuhant a közeli Tison Pen repülőtér mellett. Három fő, a gép pilótája, egy tanuló pilóta életét vesztette a balesetben. Egy negyedik fő, aki a repülőgépen tanuló pilótajelölt volt, túlélte a balesetet.[2]